# Matthew White
Matthew White (Sídney, 22 de febrero de 1974) es un ciclista australiano ya retirado que ejerce de director deportivo.

## Biografía
Matthew White debutó en el ciclismo con 14 años. Pasó a profesionales con 22 años en 1996 con el equipo Giant-Australian Institute of Sport. Después de dos temporadas, fichó por los equipos italianos Amore & Vita y después por el Vini Caldirola.
De 2001 a 2003 corrió para la formación americana US Postal. Nunca fue seleccionado para ayudar a Lance Armstrong a ganar el Tour de Francia durante ese periodo. Sin embargo, ayudó a Roberto Heras a conseguir la Vuelta a España 2003.
En 2004 fichó por el equipo Cofidis, donde corría su compatriota Stuart O'Grady. Fue seleccionado para el Tour de Francia 2004, sin embargo tuvo que abandonar antes de la salida debido a una fractura de clavícula como consecuencia de una caída mientras reconocía el recorrido. Fue en 2005 cuando participa en su primer y único Tour de Francia.
Entremedias, entrenó a su esposa Jane Saville para los Juegos Olímpicos de Atenas 2004 donde fue medalla de bronce en 20 kilómetros marcha.
Tras volver al equipo de Johan Bruyneel en 2006 con el Discovery Channel, puso fin a su carrera deportiva en 2007.
En 2008 se unió a la dirección deportiva del equipo Slipstream Chipotle de Jonathan Vaughters. En enero de 2010 consiguió el título que le permitía ser director deportivo.

## Palmarés
1998
- 1 etapa del Tour de Tasmania

1999
- 1 etapa de la Vuelta a Suiza

2005
- 1 etapa del Tour Down Under

## Resultados en Grandes Vueltas y Campeonatos del Mundo
| Carrera         | Carrera         | 1996 | 1997 | 1998 | 1999 | 2000  | 2001 | 2002  | 2003  | 2004  | 2005  | 2006  | 2007  |
| --------------- | --------------- | ---- | ---- | ---- | ---- | ----- | ---- | ----- | ----- | ----- | ----- | ----- | ----- |
|                 | Giro de Italia  | —    | —    | Ab.  | —    | 101.º | —    | —     | —     | —     | 117.º | 102.º | 105.º |
|                 | Tour de Francia | —    | —    | —    | —    | —     | —    | —     | —     | —     | 123.º | —     | —     |
|                 | Vuelta a España | —    | —    | —    | —    | —     | Ab.  | 129.º | 127.º | 119.º | —     | —     | —     |
| Mundial en Ruta | Mundial en Ruta | —    | —    | —    | —    | —     | —    | 135.º | Ab.   | Ab.   | —     | Ab.   | —     |

—: no participa
Ab.: abandono